# Coeroeni
Coeroeni è un comune (ressort) del Suriname di 1.299 abitanti (2004).
Il territorio di Tigri Area (in olandese Tigri-gebied) è contestata dal confine della Guyana (Berbice Orientale-Corentyne).